# Max-Planck-Gymnasium
Le Max-Planck-Gymnasium (collège-lycée Max-Planck, souvent abrégé MPG), fondé en 1858, se situe dans le sud-ouest de Dortmund, Allemagne.
La particularité de cette école est qu’elle possède une filière bilingue franco-allemande.
Jusqu'en 2013, il assurait un programme d'échange avec le lycée Janson-de-Sailly (Paris).

## Architecture et aménagement
Le lycée est de construction récente. Il existe plusieurs ailes, dont certaines sont spécialisées dans les matières expérimentales et artistiques. À un bout du terrain se situent des terrains de sport où ont lieu les cours de sport. Dans le bâtiment principal, on trouve un grand hall d’où montent des escaliers conduisant aux salles de cours (en Allemagne, les élèves restent dans la même salle pendant une année entière). Il n’y a pas de cantine mais une cafétéria qui donne sur la halle.

## Enseignement
Au collège-lycée Max-Planck, on peut apprendre l’anglais, le français ou le portugais. L’établissement entretient un partenariat avec le lycée Charles Péguy d’Orléans.
Environ 1 000 élèves sont inscrits au MPG; ils sont encadrés par 65 professeurs.
| Dès la première année | Par la suite et de façon progressive | Le plus                                       | Les possibilités |
| --------------------- | ------------------------------------ | --------------------------------------------- | --- |
| français et anglais   | géographie, politique, histoire      | échange avec le Lycée Charles Péguy d'Orléans | de meilleures chances sur le marché du travail et dans les carrières commerciales grâce à une seconde langue étrangère |

Le collège
Répartition des heures de cours du collège:
Le lycée
Au lycée, les matières y sont divisées en plusieurs domaines :
- Langues, lettres et art: allemand, anglais, français, latin, portugais, art, musique et littérature

- Sciences humaines: géographie, histoire, sciences sociales, pédagogie et philosophie

- Mathématiques et sciences naturelles et expérimentales: mathématiques, physique, biologie, chimie et informatique

- Options obligatoires: religion et sport

Deux langues étrangères ou deux matières des sciences de la nature sont obligatoires jusqu’au Baccalauréat.
Diplômes
- Fachoberschulreife, à la fin de la 10e classe
- Fachhochschulreife (Baccalauréat lié à une discipline), à la fin de la 11e classe
- Fachhochschulreife (Baccalauréat lié à une discipline), à la fin de la 12e classe
- Baccalauréat général, à la fin de la 13e classe
- Baccalauréat général option bilingue, à la fin de la 13e classe

En dehors des cours
Programmes de promotion :
- DELF
- concours de lecture
- concours de littérature
- concours de mathématiques
- concours de langues étrangères
- orientation professionnelle
- séminar des méthodes (11e classe)

Clubs/groupes de travail :
- aviron
- échecs
- chimie
- biologie expérimentelle
- chorale
- sports divers

Manifestations régulières :
- concerts d’été et de l’avent
- voyages divers, échanges linguistiques
- classe de neige (10e classe)
- fêtes de l’école

Aménagements :
- bibliothèque
- vidéothèque
- médiathèque
- cafétéria
- association de promotion
- association des anciens élèves